# 23 av. J.-C.
Cette page concerne l'année 23 av. J.-C. du calendrier julien.

## Événements
- 1er janvier : début du onzième consulat d'Auguste[1]. Crise politique : découverte de la conjuration de Fannius Caepio contre Auguste ; Varron, également consul, impliqué, est mis à mort avec Fannius Caepio[2].
  - Maladie d'Auguste ; il remet son anneau à Agrippa, ainsi associé à l’empire[1]. Il est guéri par les soins du médecin Antonius Musa.
  - Agrippa est envoyé en Orient[3]. Il séjourne à Lesbos en 23-21 av. J.-C. Selon Dion Cassius il reçoit d'Auguste le gouvernement de la Syrie à la suite d'une querelle avec Marcellus, pour l'éloigner ; il se contente d'y envoyer ses légats, et reste à Mytilène[4].
  - Marcellus, qui reste à Rome, passe pour l’héritier présomptif. Il meurt cependant de maladie qui a atteint Auguste[5].
- 27 juin : Auguste, à la suite d'une grave maladie et d'une crise politique, dépose le consulat et revêt la puissance tribunicienne à vie[3].
  - Famine à Rome. Le Sénat romain et le peuple font pression sur Auguste pour qu'il accepte de s'occuper du ravitaillement en blé de la cité, ce qu'il accepte[6]. C'est la première compétence qu'il retire aux magistrats républicains[7].

- La candace (reine) de Méroé Amanichakété envoie ses troupes en Thébaïde piller l’île de Philæ.  Une armée de 30 000 Nubiens et Axoumites anéantit trois cohortes romaines en garnison à Syène. Le préfet romain Gaius Petronius contre-attaque, bat les coalisés, détruit et pille Napata en Nubie. Les habitants de la cité sont emmenés en esclavage (fin en 21 av. J.-C.)[8]. Gaius Petronius annexe la Basse-Nubie (Dodécaschène) à l'empire romain[9].
- Hérode Ier le Grand fait construire l’Hérodion, un palais fortifié[10].
- Achèvement du Portique d'Octavie[11] et création de la bibliothèque de Marcellus, à Rome[12].
- Horace publie trois livres d'Odes[13].

## Décès en 23 av. J.-C.
- Marcus Claudius Marcellus, gendre et héritier présomptif d’Auguste.
- Aulus Terentius Varro Murena, consul, exécuté à la suite de la conspiration de Fannius Caepio.